# 三人の騎士
『三人の騎士』（さんにんのきし、原題：The Three Caballeros）は、ウォルト・ディズニー・カンパニー製作による、アニメーションと実写映像を合成したアニメーション映画。カラー。またドナルドダックの短編映画がスクリーンで上映されたのはアメリカで1961年公開の「ドナルドの物理教室」以来16年ぶりのことである。
メキシコで1944年12月21日に先行公開し、アメリカ合衆国では1945年2月3日に公開された。日本での公開は1959年3月18日。また、2007年2月にトゥーン・ディズニーのビッグMOVIEショーでも放送された。

## 概要
前作『ラテン・アメリカの旅』においてウォルト・ディズニーが旅したラテンアメリカでの経験をもとに制作されたオムニバス作品。さらなる続編として映画『メロディ・タイム』内の短編『サンバは楽し』がある。
アニメーションと実写映像を合成した作品はこれが初めてではないが、両者の動きが巧みに組み合わされ、ダンスを競演した世界初の作品とされる。翌年メトロ・ゴールドウィン・メイヤーが映画『錨を上げて』でジーン・ケリーとジェリー・マウスを踊らせ、これに追従する。
製作時は第二次世界大戦中だったことから、本作はラテンアメリカに対する善隣政策の一環として製作された。アメリカ合衆国のドナルドダック、ブラジルのホセ・キャリオカ、メキシコのパンチートが古くからの友人であり仲がいい描写は、三国の国交関係が良好なことや強い結びつきがあることを示唆している。
第18回（1945年度）アカデミー賞の作曲賞（ミュージカル部門）と音響賞にノミネートされた。
ウォルト・ディズニー・アニメーション・スタジオの長編映画が3月に公開されたのは1957年の「ラテン・アメリカの旅」以来2年ぶりとなる。
2018年の『三人の騎士の伝説』は本作のスピンオフ作品。

## あらすじ
ドナルドダックにラテンアメリカの友人から3つの誕生日プレゼントが届いた。1つめの箱からは映写機が飛び出し、寒さが苦手なペンギンの話、アラクワンをはじめとしたラテンアメリカの鳥の話、ウルグアイの少年とロバの話など、鳥についての不思議なお話をドナルドに見せる。
2つめのプレゼント、飛び出す絵本からはブラジルの友人ホセ・キャリオカが飛び出し、ドナルドをバイーアに誘う。2人は小さくなって本の中に入り陽気にサンバを踊る人たちに出会うが、ドナルドはその中の一人の女性に一目惚れする。
3つめの箱を空けると、中からメキシコの友人パンチートが登場。一緒に出てきたピニャータと呼ばれる壺を割ると、たくさんのプレゼントが飛び出す。その中の空飛ぶ絨毯に3人は飛び乗りメキシコの情熱的な世界を旅するが、ここでもドナルドは次々に現れる美女に心を奪われ、やがて白昼夢に迷い込んでしまう。フィナーレではドナルドとおもちゃの闘牛の決闘にもつれ込むが、闘牛にはたくさんの花火が詰め込まれていた。
映画は以下のエピソードで構成されている。
さむがりやのペンギン パブロ （The Cold-Blooded Penguin）
南極の寒さにうんざりした寒がりやのペンギン・パブロが、南国を目指して航海に出る。
空飛ぶロバ （The Flying Gauchito）
ウルグアイの牧童と羽の生えたロバ・ブリートが大金を賭けたレースに挑戦する。
バイーア （Baia）
ドナルドはホセに誘われて入り込んだ本の中で陽気にサンバを踊るバイーアの人々に出会い、アウロラ・ミランダ演じる歌い手に一目惚れする。
ラス・ポサーダス （Las Posadas）
メキシコの子供たちがクリスマスに聖母マリアとナザレのヨセフの宿（ポサーダ）探しの旅を再現して街を練り歩き、ついに宿が見つかるとお祝いにピニャータを割る。この行事に倣ってドナルドもピニャータを割ると、中からたくさんのプレゼントが飛び出す。
メキシコ〜パツクアロ、ベラクルス、アカプルコ （Mexico: Pátzcuaro, Veracruz and Acapulco）
ドナルド達はピニャータから出てきた空飛ぶ絨毯でメキシコ各地を旅しながら、現地の人が踊るメキシカンダンスを知る。アカプルコのビーチでは、興奮したドナルドが水着の女性たちを追いかけ回す。
ユー・ビロング・トゥ・マイ・ハート （You Belong To My Heart）
メキシコシティの夜景に浮かび上がる歌姫に、ドナルドはまたも心を奪われる。
ドナルドの白昼夢 （Donald's Surreal Reverie）
彼女にキスをしたドナルドは、ダンボの『ピンクの象』を彷彿とさせる白昼夢の世界に迷い込む。ドナルドの甘い幻覚は、ホセとパンチートに度々邪魔される。最後はドナルドと爆竹を仕掛けられたおもちゃの闘牛の決闘シーンとなり、2つがぶつかって花火が上がる。
エピソードの各所に現れ、大声で歌ったりホセの葉巻を盗んだりとちょっかいを出すアラクワンは、3年後に『メロディ・タイム』で再登場する。

## 楽曲
『三人の騎士 （The Three Caballeros）』
映画の主題歌。劇中ではドナルド、ホセ、パンチートの三人で歌うほか、オープニング・エンディング等随所で登場する。原曲はエルネスト・コルタサル作詞、マヌエル・エスペロン作曲の『アイ・ハリスコ・ノ・テ・ラヘス（美わしのハリスコ、Ay, Jalisco,no te rajes!）』で、1941年に同名の映画に使用されメキシコで大ヒットした。英語詞はレイ・ギルバートによるもので、スペイン語詞と内容は異なるが、原曲の歌詞がそのまま登場する部分もある。
『バイーア （Baía）』
原曲はアリ・バホーゾが1938年に作曲した『サパテイロ通りの坂下で（Na Baixa do Sapateiro）』。英語詞はレイ・ギルバートで、原曲のポルトガル語詞と内容は大きく異なるが、過ぎ去ったバイーアでの恋を追想していることでは共通している。劇中ではバイーアの魅惑的な風景に乗せて歌われる。
『バイーアに行ったことがあるかい？ （Have You Been to Bahia?）』
ホセ・キャリオカがドナルドにバイーアの素晴らしさを伝える歌。ドリヴァル・カイミが1941年に作曲した歌（Você Já Foi à Bahia?）が原曲で、基本的にはオリジナルのポルトガル語詞通りに英訳されているが、アフリカ系の女性に宛てた原詞の内容をホセがドナルドに宛てたものに変えているため、歌詞中の"nega"（アフリカ系女性の呼称）が"Donald"になっている。
『オス・キンジンス・ジ・ヤヤー （Os Quindins de Yayá）』
1941年のアリ・バホーゾの曲。劇中ではアウロラ・ミランダがポルトガル語詞のまま歌っている。キンジンとは、ミランダが頭に乗せているブラジルのココナッツ菓子のことで、ヤヤーはバイーアの女性の呼称。男たちの掛け声「クメクメクメ！（cumé, cumé, cumé!）」は「食べろ！」という意味である。
『メヒコ （Mexico）』
レイ・ギルバート作詞チャールズ・ウォルコット作曲による作中唯一のオリジナルの歌で、パンチートがメキシコを紹介する場面で使用される。歌うのはカルロス・ラミレス。
『ハラベ・パテンオ （Jarabe Pateño）』
パツクアロでドナルドたちが踊るメキシカン・ダンス。スカートの裾をたくし上げる振り付けが特徴的。
『リロンゴ （Lilongo）』
ベラクルスでドナルドたちが踊るメキシカン・ダンス。フェリペ・ヒル（エル・チャロ）による楽曲で、劇中ではトリオ・カラベラスが演奏する。
『ユー・ビロング・トゥ・マイ・ハート （You Belong to My Heart）』
ドナルドがメキシコシティで一目惚れした女性（ドラ・ルス）が歌う歌。原曲はアグスティン・ララの『ソラメンテ・ウナ・ベス（Solamente una vez, 「ただ一度だけ」の意）』。英語詞はレイ・ギルバートが担当しているが、原曲の詞とは関連がない。1947年公開の短編『プルートは歌がお好き』でも使用されている。また、1945年にビング・クロスビーがこの英語詞のバージョンでカバーし、アメリカでビルボードチャート4位にランクインするヒットとなった。
『ラ・サンドゥンガ （La Sandunga）』
白昼夢に迷い込んだドナルドが出会った女性（カルメン・モリーナ）と歌い踊るワルツ。伝統的なメキシカンワルツで、オアハカ州テワンテペク地峡の非公式祝歌とされている。
『ヘスシータ・エン・チワワ （Jesusita en Chihuahua）』（または『ジェシー・ポルカ』）
前曲に続くこのメキシカン・ポルカでは、カルメン・モリーナが指揮者に扮して踊るサボテンたちにタクトを振る。作曲はキリノ・メンドーサ・イ・コルテスで、彼が中佐として軍楽隊を指揮していた1916年に作曲されたこのポルカはメキシコ革命を象徴する一曲として知られる。

## キャスト
| 役名                             | 原語版声優 俳優                       | 日本語吹き替え              | 日本語吹き替え                                        | 日本語吹き替え |
| 役名                             | 原語版声優 俳優                       | 旧ソフト版                  | 新ソフト版                                            | TBS版          |
| -------------------------------- | ------------------------------------- | --------------------------- | ----------------------------------------------------- | -------------- |
| ドナルドダック                   | クラレンス・ナッシュ                  | 関時男 （歌：原語版流用）   | 山寺宏一 （一部の歌：原語版流用）                     | 山崎唯         |
| ホセ・キャリオカ                 | ジョゼ・オリヴェイラ                  | 遠藤征慈 （歌：原語版流用） | 中尾隆聖 （一部の歌：藤島新）                         | ?              |
| パンチート                       | ホアキン・ガライ                      | 牛山茂 （歌：原語版流用）   | 古川登志夫 （歌：藤島新、スペイン語部分は原語版流用） | ?              |
| ヤヤー                           | アウロラ・ミランダ                    | 藤木聖子 （歌：原語版流用） | 種田文子 （歌：原語版流用）                           | ?              |
| メキシコの女性                   | ドラ・ルス                            | 藤木聖子 （歌：原語版流用） | 原語版流用                                            | 原語版流用     |
| メキシコの女性                   | カルメン・モリーナ                    | 下川久美子                  | 原語版流用                                            | 原語版流用     |
| アラクワン                       | ピント・コルヴィッグ                  | 原語版流用                  | 原語版流用                                            | 原語版流用     |
| ホロウェイ教授                   | スターリング・ホロウェイ              | 西本裕行                    | 永井一郎                                              | ?              |
| ナレーション                     | フランク・グレアム フレッド・シールズ | 久米明 吉水慶               | 有本欽隆 納谷六朗                                     | ?              |
| -                                | ネストル・アマラル                    | 原語版流用                  | 原語版流用                                            | 原語版流用     |
| -                                | アルミランテ                          | 原語版流用                  | 原語版流用                                            | 原語版流用     |
| トリオ・カラベラス               |                                       | 原語版流用                  | 原語版流用                                            | 原語版流用     |
| トリオ・アスセンシオ・デル・リオ |                                       | 原語版流用                  | 原語版流用                                            | 原語版流用     |

- 旧ソフト版：1980年代、ポニーやバンダイから発売のVHS・LDに収録。
- 新ソフト版：1994年以降発売のソフトに収録。Disney+の配信にも使用。
- TBS版：初回放送日1980年2月11日 14:00-15:30
- 上記の吹き替えのほかに、100円ショップなどで販売されているパブリックドメインDVDに収録されている吹き替えがある。この吹き替えはドナルドやホセの歌などは原語版流用であるが、ヤヤーやパンチートの歌は吹き替えられており、特にパンチートの歌はオリジナルのスペイン語部分も日本語で歌われている。

## スタッフ
- 製作：ウォルト・ディズニー
- 監督：ノーム・ファーガソン
- 脚本：ホーマー・ブライトマン／アーネスト・テラザス、テッド・シアーズ、ビル・ピート、ラルフ・ライト、エルマー・プラマー、ロイ・ウィリアムズ、ウィリアム・コトレル、デル・コネル、ジェームズ・ボドレロ
- 音楽：チャールズ・ウォルコット／ポール・J・スミス、エドワード・H・プラム
- 編集：ドン・ハリデイ
- 演出：クライド・ジェロニミ、ジャック・キニー、ビル・ロバーツ／ハロルド・ヤング（実写パート）

### 日本語版
新ソフト版
- 演出：佐藤敏夫
- 翻訳：井場洋子
- 音楽演出・訳詞：片桐和子
- 録音・調整：アオイスタジオ、オムニバス・ジャパン
- 録音制作：東北新社
- 監修：岡本企美子
- 制作：DISNEY CHARACTER VOICES INTERNATIONAL, INC.